# Grammia dahurica
Grammia dahurica là một loài bướm đêm thuộc phân họ Arctiinae, họ Erebidae.